# Nocera Inferiore
Nocera Inferiore, anteriormente conocida como Nocera dei Pagani es una comuna y sede episcopal italiana situada en la provincia de Salerno, en la región de la Campania, en la mitad sur de la península italiana. La ciudad se encuentra a los pies del Monte Albino y a 20 kilómetros al sureste de Nápoles.
La ciudad está comunicada por ferrocarril con Nápoles, Salerno y Avellino.

## Historia
Antes de que el sur de Italia fuera dominado por Roma, Nuceria Alfaterna, tal y como era conocida la ciudad en la antigüedad, era la principal ciudad del valle del Sarno y de ella dependían las poblaciones de Herculano, Pompeya, Estabia y Sorrento. Las monedas de la ciudad mostraban la cabeza del dios del río. La población mantuvo su lealtad a Roma hasta el año 309 a. C. cuando se unió a los samnitas en la segunda guerra samnita. En 308 a. C. la ciudad logró impedir un desembarco romano en la desembocadura del Sarno, pero en 307 a. C. la ciudad fue asediada y rendida a las fuerzas romanas. No obstante, logró unos términos favorables en su rendición y permaneció fiel a Roma incluso tras la batalla de Cannas.
En el año 216 a. C. Aníbal sitió y destruyó la ciudad, que fue rendida por el hambre. Los habitantes de la ciudad retornaron una vez restaurada la paz. Durante la guerra Social Nuceria permaneció fiel a Roma a pesar de que las ciudades subordinadas a ésta se habían rebelado; después de la guerra éstas fueron reorganizadas en comunidades independientes y Nuceria recibió como compensación el territorio de Estabia, que había sido destruida por Sila en el año 89 a. C. En el año 73 a. C. la ciudad fue saqueada por Espartaco durante la tercera guerra servil o guerra de Espartaco.

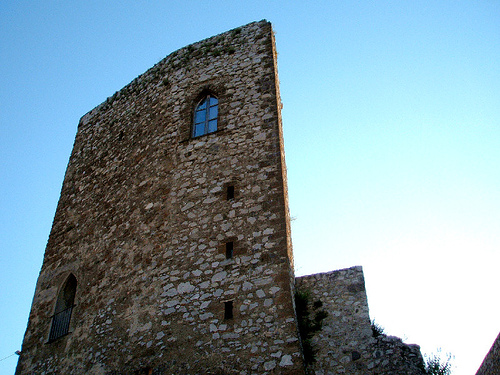
Torre del Castello del Parco.

Posteriormente la ciudad fue elegida como sede episcopal y en el siglo XII tomó partido por Inocencio II contra Rogelio II de Sicilia. 
En 1386 el papa Urbano VI fue asediado por el rey de Nápoles en el castillo de Nocera. Después los cardenales que tomaron partido por el antipapa Clemente VII intentaron matarlo con una conspiración, pero fracasaron y fueron condenados a muerte.
En el siglo XV la ciudad fue adquirida en su totalidad por la familia Pagano. Probablemente motivo por el que cual se ganó el epíteto de "de los paganos" (dei Pagani en italiano) con el que fue conocida durante mucho tiempo, igual que la población de Pagani, situada al oeste de Nocera Inferiore.
La ciudad se convirtió en un ducado, convirtiéndose en Nocera de' Pagani, que comprende 9 municipios o universidades (Nocera Corpo, Nocera San Matteo, Tre Casali, Pucciano, Sperandei, Barbazzano, Pagani, Sant'Egidio y Corbara), en 1806 la ciudad era entonces nacieron los municipios de Pagani, Corbara y Sant'Egidio del Monte Albino.
En 1851 Nocera se dividió en Nocera Superiore y Nocera Inferiore.

## Monumentos
El Castillo del Parque (Castello del Parco) es un castillo medieval. En él Helena, la viuda de Manfredo de Sicilia, estuvo prisionera en el castillo de la ciudad, donde murió en 1268. También en esta fortaleza estuvieron prisioneros por orden del papa Urbano VI los cardenales que tomaron partido por el antipapa Clemente VII. En el castillo también se alojaron como huéspedes escritores como Dante Alighieri y Boccaccio.

## Otros
El pintor Francesco Solimena pasó la mayor parte de su vida en Nocera. Los escritores Jacopo Sannazaro y Domenico Rea, los futbolistas Simone Barone y Raffaele De Martino y posiblemente Hugo de Payens, fundador de la Orden del Temple, nacieron el la ciudad. También los padres de Mario Cuomo y Warren Cuccurullo eran de Nocera. También el psiquiatra Michele De Prisco es de Nocera.

## Demografía
| Gráfica de evolución demográfica de Nocera Inferiore entre 1861 y 2001 |
|                                                                        |
| Fuente ISTAT - elaboración gráfica de Wikipedia                        |